# دفنباخية سنانية الأوراق
دفنباخية سنانية الأوراق[بحاجة لمصدر] (الاسم العلمي: Dieffenbachia lancifolia) هي نوع من النباتات يتبع جنس الدفنباخية من الفصيلة اللوفية.